# Emžská depeše

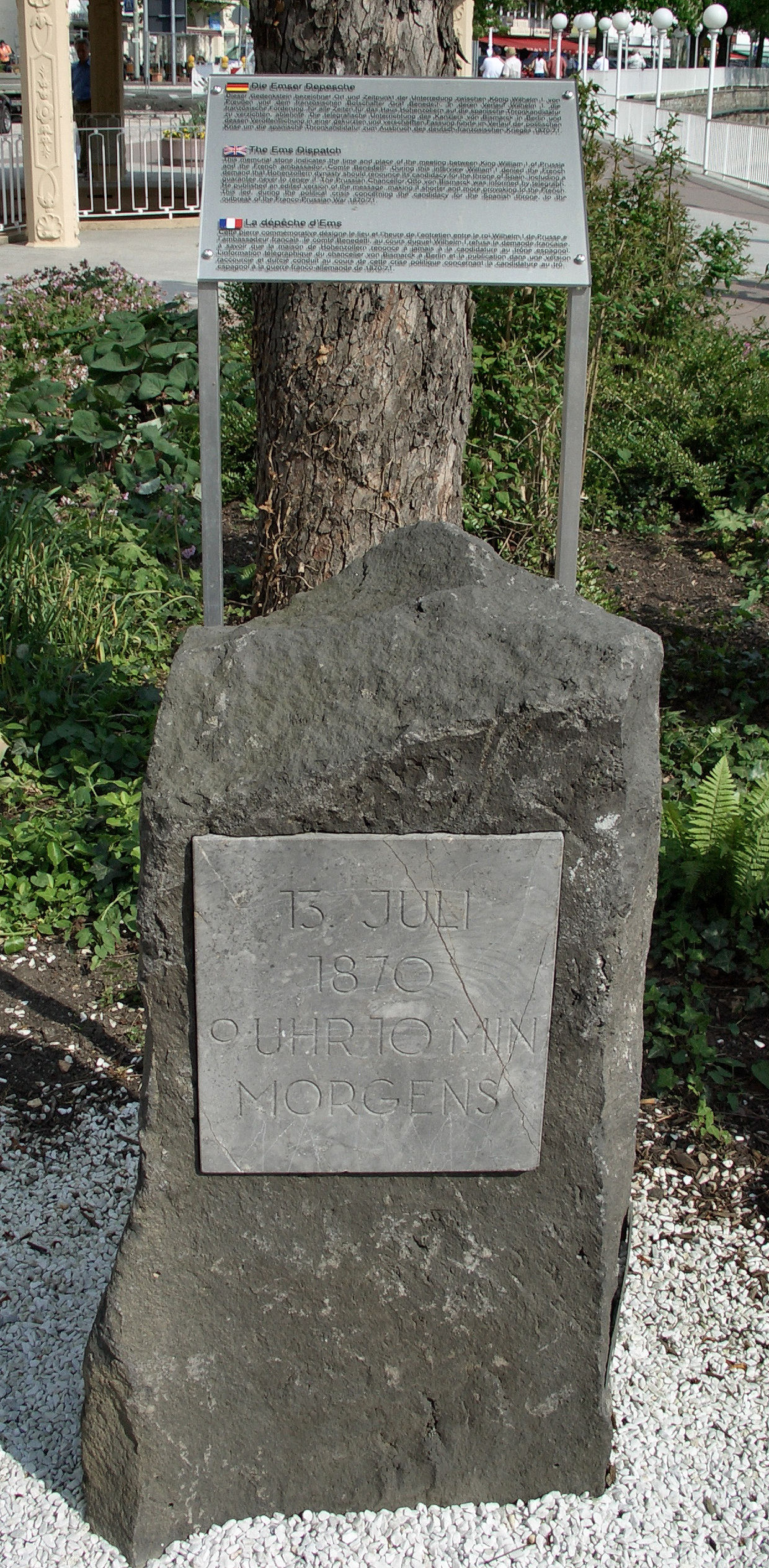
Pamětní kámen připomínající schůzku a depeši v lázních Bad Ems

Emžská depeše byla telegrafická zpráva pruského krále Viléma I. o průběhu jednání krále s francouzským vyslancem hrabětem Benedettim, odeslaná dne 13. července 1870. Vyslanec krále oslovil při procházce v lázních Bad Ems a požádal ho, aby se zavázal, že už se žádný z Hohenzollernů nebude ucházet o španělský trůn. Depeše byla adresována pruskému ministerskému předsedovi Otto von Bismarckovi, který text depeše upravil, aby vyzníval urážlivě proti Francii, a nechal jej publikovat.
Bismarckovým cílem bylo podnítit Francii k vystoupení proti Prusku. Tohoto cíle bylo dosaženo 19. července 1870, kdy Francie vyhlásila Prusku válku.